# Trachylepis dichroma
Trachylepis dichroma là một loài thằn lằn trong họ Scincidae. Loài này được Günther, Whiting & Bauer mô tả khoa học đầu tiên năm 2005.